# Ministero della difesa (Albania)
Il Ministero della difesa (in albanese Ministria e Mbrojtjes) è un dicastero del governo albanese responsabile della sicurezza nazionale, della difesa e del coordinamento delle Forze armate albanesi. Il ministro della difesa è il capo nominale di tutti i militari, in servizio sotto il Presidente dell'Albania, che è il comandante in capo delle Forze armate in tempo di guerra.
Il Ministro della difesa in carica è Pirro Vengu dal 30 luglio 2024.

## Struttura
Il Ministero della difesa comprende numerose agenzie più piccole a parte i tre rami principali dell'esercito. Questi includono l'autorità di controllo delle esportazioni statali, la società di importazione e esportazione militare, il centro della cultura, dei media e delle pubblicazioni della difesa, il centro operativo interistituzionale per i trasporti marittimi e l'agenzia per la sicurezza dell'intelligence della difesa. Queste agenzie, centri e uffici riferiscono al Ministro della Difesa.

### Autorità statale per il controllo delle esportazioni
L'Autorità statale per il controllo delle esportazioni (Autoriteti i Kontrollit Shtetëror të Eksporteve – AKSHE) è l'agenzia incaricata di controllare l'esportazione, l'importazione e il trasporto di beni militari.

### Centro per la cultura, i media e le pubblicazioni della difesa
Il Centro per la cultura, i media e le pubblicazioni sulla difesa (Qendra e Kulturës, Medias, Botimeve të Mbrojtjes, Muzeut dhe Shtëpive të Pushimit – QKMBM) è un'organizzazione impegnata nelle pubbliche relazioni e comunicazioni generali per il Ministero della Difesa. È a sua volta composto dalla Direzione delle Relazioni Pubbliche e delle Comunicazioni, dalla Direzione delle pubblicazioni, dalla Direzione delle attività per le relazioni comunitarie e dalla Direzione delle attività sportive.

### Centro operativo interistituzionale marittimo
Il Centro operativo interistituzionale marittimo (Qendra Ndërinstitucionale Operacionale Detare – QNOD) è un'agenzia interministeriale incaricata di gestire il territorio marittimo dell'Albania. Questa istituzione costituisce una collaborazione tra Ministeri della Difesa, Affari Interni, Finanza, Ambiente, Trasporti, Agricoltura e Turismo.

### Agenzia per l'intelligence e la sicurezza della difesa
L'Agenzia per l'intelligence e la sicurezza della difesa (Agjencia e Inteligjencës dhe Sigurisë së Mbrojtjes – AISM) è un'agenzia di intelligence militare del Ministero della Difesa, che fornisce le attività di intelligence al Ministero e alle Forze armate albanesi. È disciplinato dalla legge n. 65/2014.

## Istituzioni subordinate
- Accademia delle forze armate
- Autorità statale per il controllo delle esportazioni (AKSHE)
- Centro per la cultura, i media e le pubblicazioni della difesa (QKMBM)
- Centro operativo interistituzionale marittimo (QNOD)